# Sabrina Harman
Sabrina D. Harman, née le 5 janvier 1978 à Lorton, est une réserviste de l'Armée des États-Unis, l'une des personnes condamnées par l'Armée américaine dans le cadre du scandale d'Abou Ghraib, à Bagdad, en Irak, pendant et après l'invasion de 2003 de l'Irak.